# Washington Misick
Charles Washington Misick (Bottle Creek, 13 marzo 1950) è un politico britannico, premier di Turks e Caicos dal 20 febbraio 2021 e Chief Minister dal 1991 al 1995. È leader del Partito Nazionale Progressista dal dicembre 2016.

## Biografia
Nato a Bottle Creek, sull'isola di North Caicos, il 13 marzo 1950, ha dodici fratelli. Uno di questi è Michael Misick, ex premier delle Turks e Caicos in carica dal 15 agosto 2003 al 23 marzo 2009. Washington Misick è laureato in economia.

### Carriera politica
Nell'aprile 1991 è divenuto Chief Minister dell'arcipelago, rimanendo in carica fino al gennaio 1995.
Dopo alcuni anni senza occupare cariche pubbliche, nel 2016 è diventato leader del Partito Nazionale Progressista, di centro-sinistra, sostituendo Rufus Ewing, ex primo ministro del territorio britannico.
Inizialmente tentando di abbandonare la politica, nel 2019 ha annunciato ufficialmente la sua candidatura alle elezioni del 2021. Vince le elezioni, conquistando quattordici seggi su quindici, divenendo, dal 20 febbraio, quinto premier di Turks e Caicos.
A seguito del giuramento è diventato il secondo premier o chief minister delle Turks e Caicos più anziano di sempre (aveva 70 anni al momento del giuramento); più grande di lui c'era soltanto Nathaniel Francis, che di anni ne aveva 73.